# Mussaenda treutleri
Mussaenda treutleri är en måreväxtart som beskrevs av Otto Stapf. Mussaenda treutleri ingår i släktet Mussaenda och familjen måreväxter. Inga underarter finns listade i Catalogue of Life.